# Alvarenga
Alvarenga este un oraș din unitatea federativă Minas Gerais, Brazilia.